# St. Nikolai (Bremen)

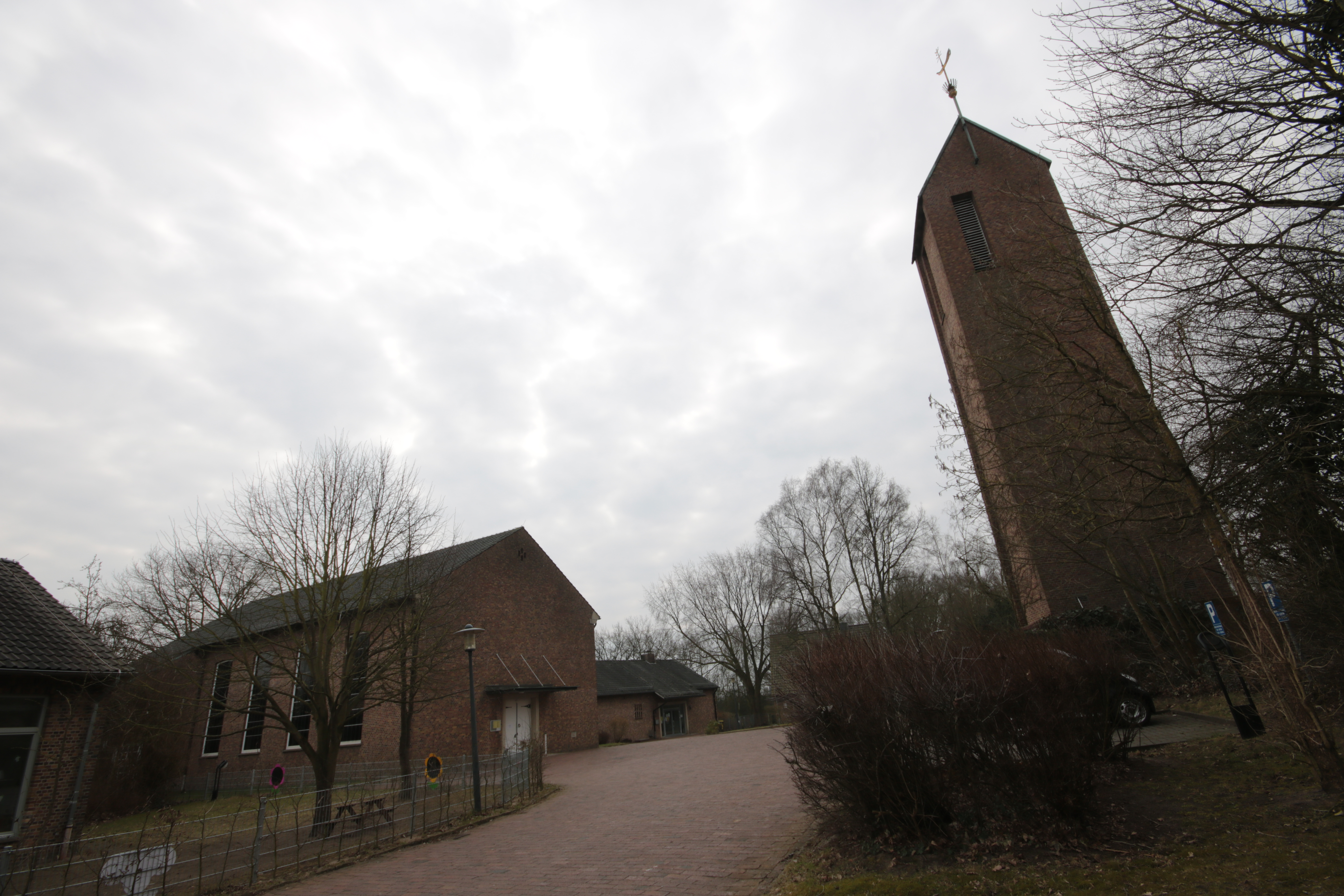
St. Nikolai mit dem umliegenden Gemeindezentrum von Norden

Die Kirche St. Nikolai ist die evangelisch-lutherische Kirche von Mahndorf, einem Ortsteil des Bremer Stadtteils Hemelingen. Der heutige Sakralbau mit Gemeindezentrum wurde 1965 unter Leitung von Fritz Brandt im Stil der Moderne errichtet und gehört zur Bremischen Evangelischen Kirche. Die Kirche hatte zwei Vorgängerbauten, die, wie sie selbst, nach Nikolaus von Myra benannt waren, bzw. ihm im Falle der ersten Kapelle geweiht war. Die Adresse der Kirche lautet Mahndorfer Deich 48, 28307 Bremen.

## Geschichte

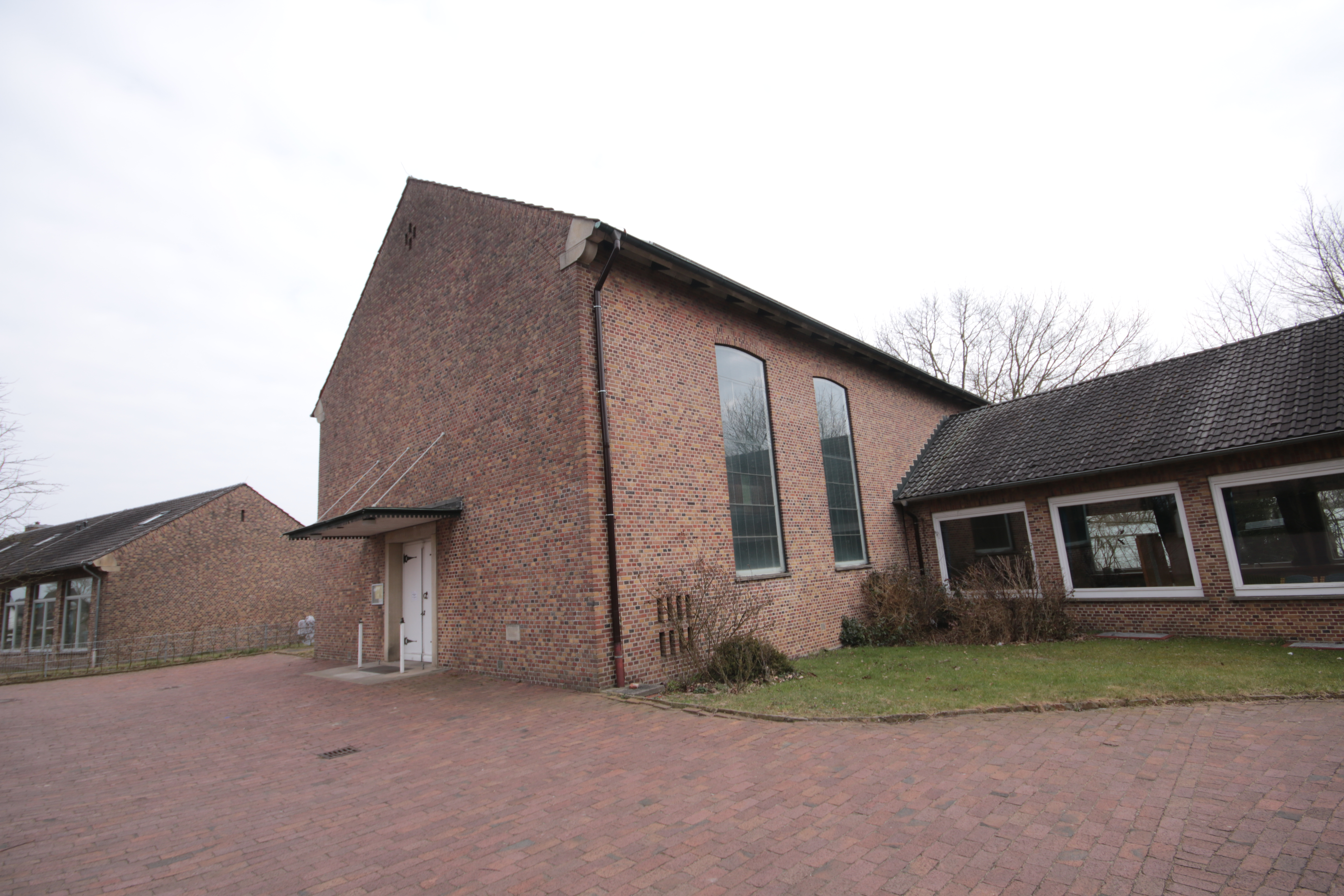
Von Südwesten ohne den Turm und mit den anliegenden Gemeinderäumen

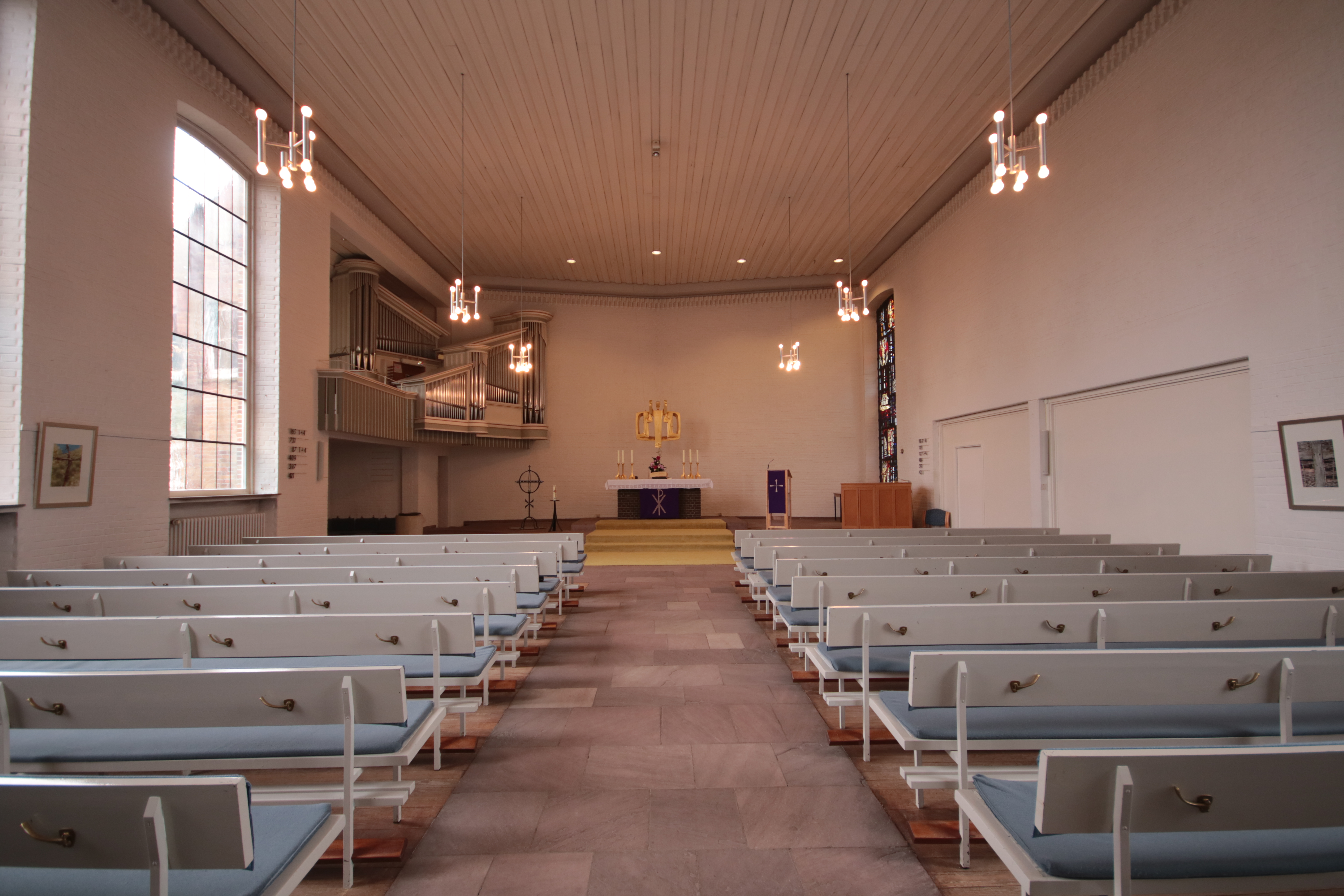
Innenansicht gegen Osten

Das Gebiet des heute zu Bremen zählenden Mahndorfs, ursprünglich „Mondorpe“ genannt, gehörte, wie Hemelingen einst zum Kirchspiel von St. Johannis in Arbergen, beides Ortschaften, die ebenfalls heute Teile Bremens bilden. Seit 1331 ist das Bestehen einer Kapelle in Mahndorf, die Nikolaus von Myra geweiht war, erstmals urkundlich belegt, die nachweislich noch nach der Reformation in dieser Form genutzt wurde. Teile ihres Mauerwerks bestanden bis in das ausgehende 19. Jahrhundert. Als sich Hemelingen ab diesem Jahrhundert zu einem Industriestandort entwickelte und somit einen Zuzug an Arbeitern erfuhr, die sich auch in den nahgelegenen Ortsteilen einschließlich Mahndorf ansiedelten, begann Mahndorf verstärkt zu wachsen. Als Folge dieses Wachstums wurde die Kapelle zu klein und eine neue, ebenfalls nach dem Hl. Nikolaus benannte Kirche wurde errichtet. Die Nähe und die verkehrstechnische Anbindung Bremens führte schließlich 1939 zur Eingliederung aller drei bis dahin selbstständigen Orte Hemelingen, Arbergen und Mahndorf in die Hansestadt.
In der Nachkriegszeit (insbesondere in den 1960er Jahren) wuchs die Einwohnerzahl Mahndorfs wie die Hemelingens und Arbergens erneut stark an und die bisherige Mahndorfer Kirche wurde ein weiteres Mal zu klein. An ihre Stelle trat die heutige Kirche samt Gemeindezentrum, für deren Planung der als renommiert angesehene und aus Bremen stammende Architekt Fritz Brandt beauftragt wurde. Das gesamte Zentrum wurde 1965 errichtet. Im gleichen Jahr wurde die Mahndorfer Gemeinde von der Muttergemeinde in Arbergen selbstständig und aus dieser Zeit stammt auch die Ausstattung der Kirche.

## Gebäude und Ausstattung

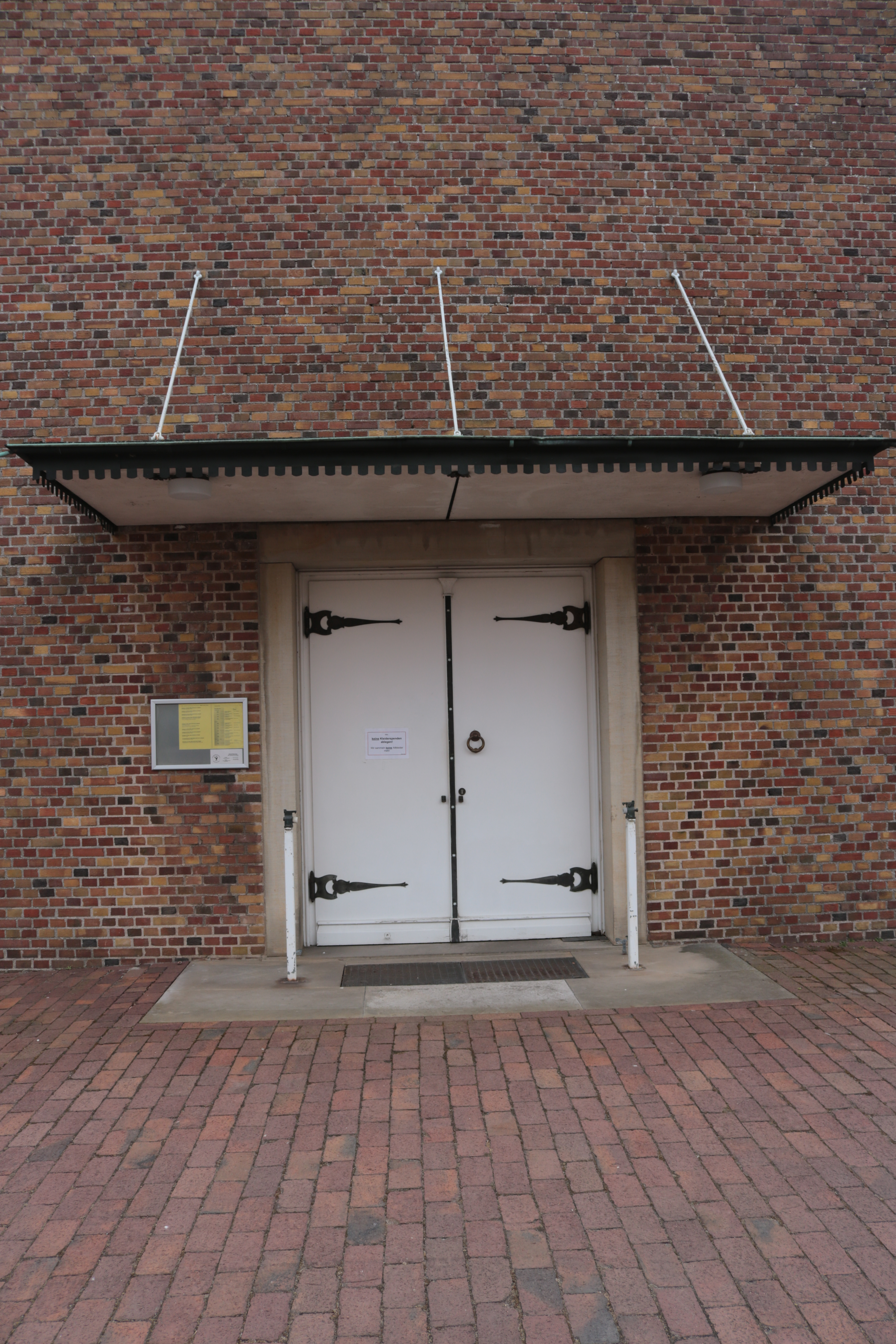
Hauptportal mit baldachinartigem Dach

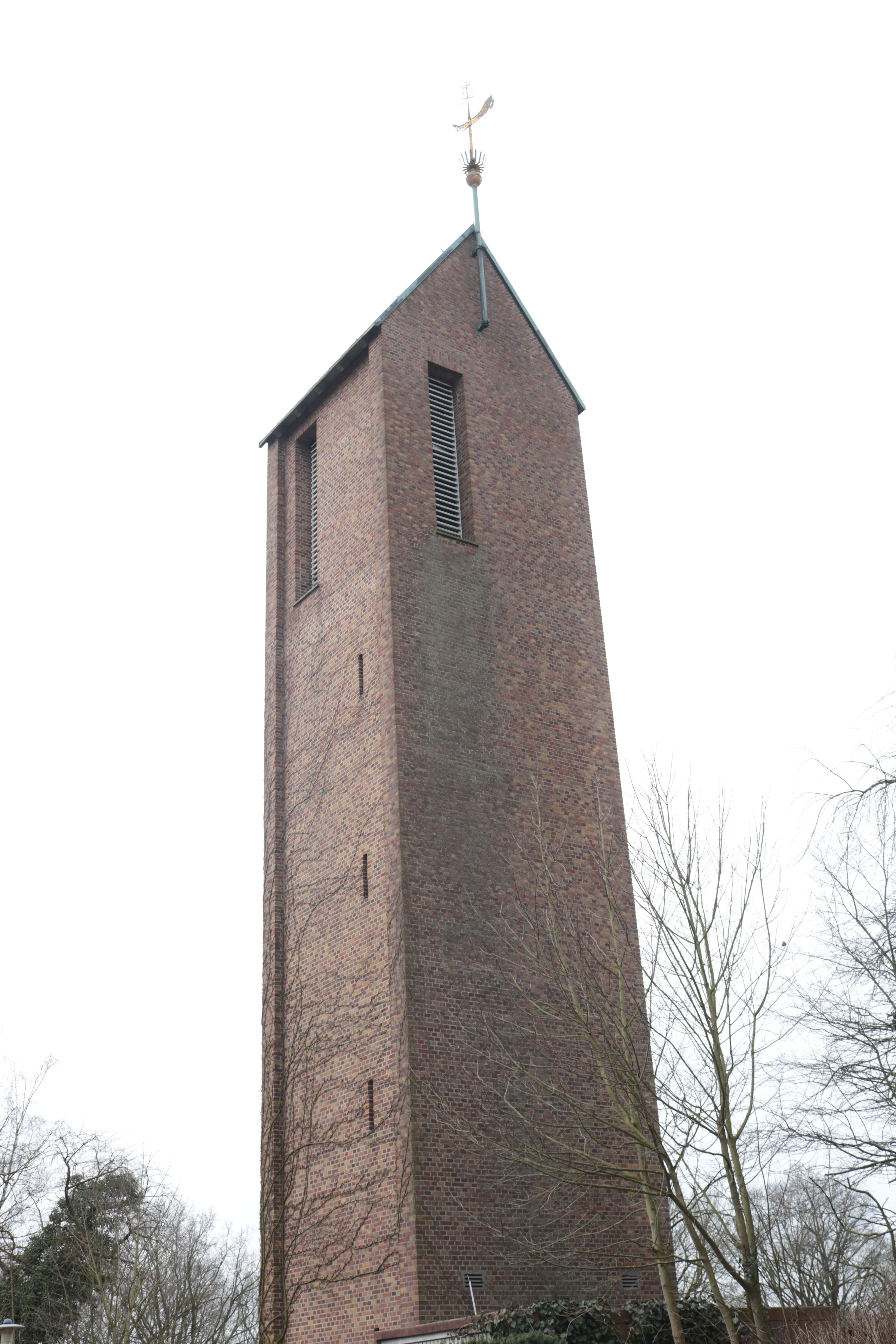
Freistehender Turm der Kirche

St. Nikolai ist ein einfacher Langschiffbau, bestehend aus verschiedenfarbigen holländischen Klinkersteinen. Abgeschlossen wird er in östliche Richtung durch die leicht konkave bugartige Altarwand. Da das Grundstück des Gemeindezentrums durch den umgebenden Friedhof Mahndorf und die Stadtgrenze Bremens zu Niedersachsen sehr eingeengt ist, war lediglich die Planung eines linear angeordneten Gebäudeensembles gegeben. Die Kirche vereint, wie für von Brandt entworfene Bauwerke üblich, traditionelle und moderne Stilelemente in sich. Der freistehende Turm mit Satteldach, faktisch ein Campanile, ist absichtlich weit von der Kirche und den Gemeinderäumen angeordnet, um einen wohlproportionierten Kirchplatz erschaffen zu lassen. Bekrönt wird er von einem Windrichtungsgeber, der eine Krone, ein Christusmonogramm, ein Schiff als eigentliche Wetterfahne, eine Krone und eine Turmkugel enthält und am nördlichen Giebel befindlich ist. Der 25 Meter höhe Turm trägt fünf im Erbauungsjahr der Kirche von der nahgelegenen Glockengießerei Otto in Hemelingen gegossene Glocken. Sie erklingen in den Tönen a' b' c" d" e".

Als Portal dient eine weiße und an der Westwand befindliche sowie zweiflügelige Tür, über der zur Hervorhebung ein baldachinartiges Vordach angebracht ist. Direkt am Eingangsbereich befindet sich im Inneren der Kirche eine Empore. Der schlichte Kirchenraum hat eine flache Holzdecke. Die konkave Altarwand soll einen sublimen Eindruck erzeugen. Über dem Altar ist eine Plastik des Bremer Bildhauers Günther Colberg aufgehängt, die Christus die Welt segend und von dieser verehrt werdend zeigt. Das Buntglasfenster hat Darstellungen aus dem Leben Jesu als Motive. Der Taufstein befindet sich nördlich, bzw. links des Altars befindet sich der um ein paar Stufen abgesenkte Taufplatz samt Taufspein. Über dem Taufplatz befindet sich eine weitere Empore mit der 1969 vom Wilhelmshavener Orgelbauer Alfred Führer gefertigten Hauptorgel. Diese hat 18 Register auf zwei Manualen und Pedal. Daneben hat die Kirche eine Chororgel.

## Gemeinde

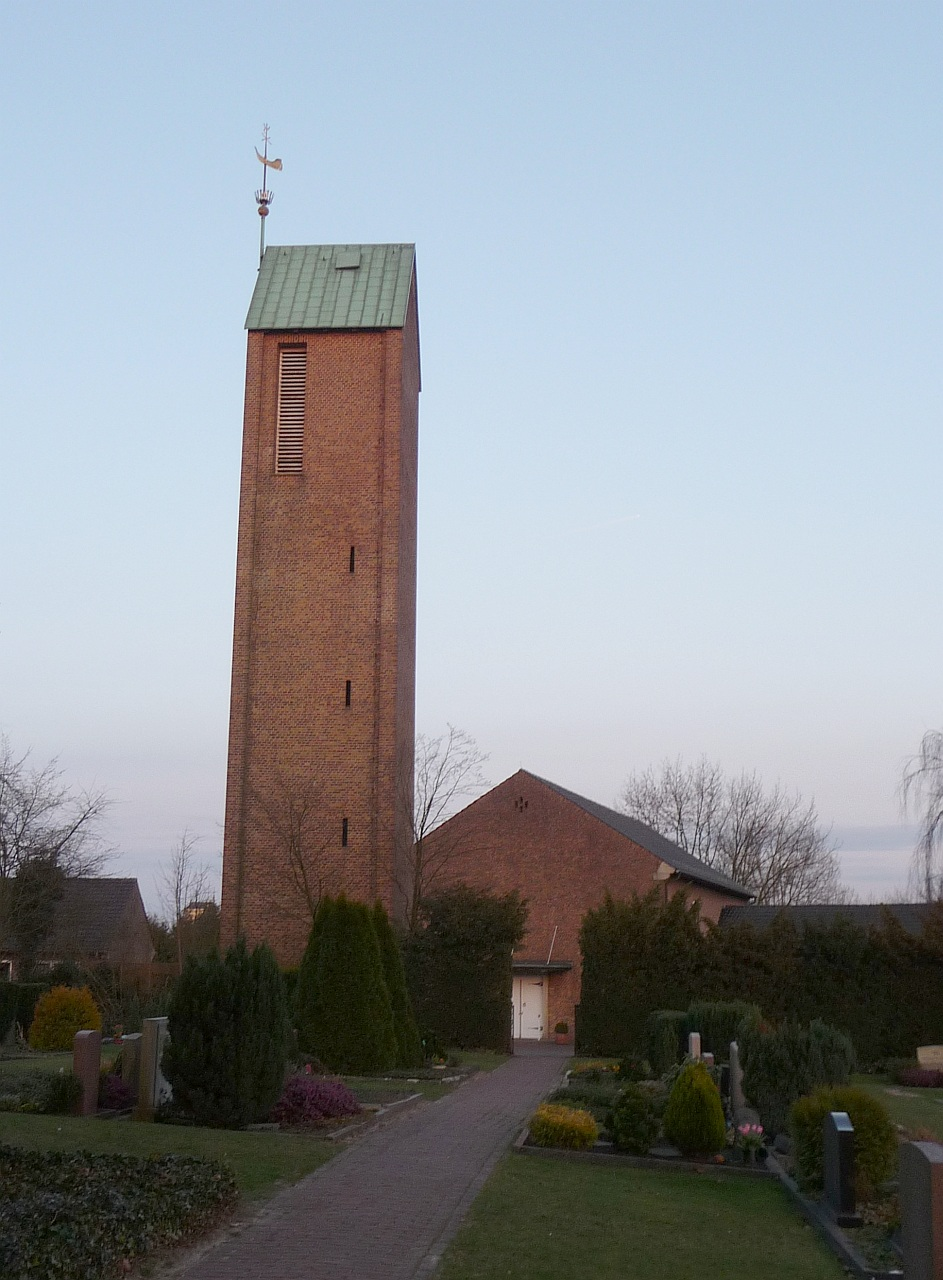
Kirche gesehen vom Friedhof Mahndorf

Die Kirche St. Nikolai zählt zur gleichnamigen evangelisch-lutherischen Kirchengemeinde in Mahndorf, die wiederum zur Bremischen Evangelischen Kirche gehört. Sie unterhält mehrere soziale Einrichtungen, darunter einen Kindergarten und bietet verschiedene soziale, kirchliche und freizeitliche Aktivitäten an.